# Goetzenbruck
Goetzenbruck – miejscowość i gmina we Francji, w regionie Grand Est, w departamencie Mozela.
Według danych na rok 1990 gminę zamieszkiwało 1720 osób, a gęstość zaludnienia wynosiła 212 osób/km² (wśród 2335 gmin Lotaryngii Goetzenbruck plasuje się na 248. miejscu pod względem liczby ludności, natomiast pod względem powierzchni na miejscu 739.).